# Discografia lui Miley Cyrus
Miley Ray  Cyrus (pe numele adevărat Destiny Hope Cyrus, n. 23 noiembrie 1992, Nashville, Tennessee, Statele Unite ale Americii este o cântăreață și actriță americană. Miley este cunoscută pentru rolul ei din serialul Hannah Montana, serialul ce poate fi vizionat și în România pe canalul Disney Channel. 
Discorafia ei constă în 2 albume de studio, un album de studio, un Disc EP, o coloană sonoră și un total te peste 10 piese promovate.Pe lângă albumele lansate de ea, Cyrus a contribuit cu câte o melodie și la aste albume, precum "Disney Channel Christmas", "Disney Playlist" și două albume "DisneyMania". 
De asemenea,a contribuit la 3 coloane sonore, respectiv pentru Hannah Montana 1, Bolt și "Brdige of Tabitha" cu piesele "I Learned From You" (duet cu Billy Ray Cyrus), "I Thought I Lost You" (duet cu John Travolta) și "I learned From You" (solo). Prima ei contribuție majoră la o coloană sonoră a fost în 2009, la Hannah Montana: The Movie, cu 5 piese.De asemenea,interpretează principala piesă promovată de pe coloana sonoră a filmului din 2010 "The Last Song".
Toate albumele ei de studio dar și "Hannah Montana: The Movie" au atins locul 1 în Billboard 200.De asemenea, albumul live "Best Of Both Worlds" a ajuns pe locul 3 în același clasament. Discul EP "The Time Of Our Lives" a ajuns pe locul al doilea.Până în prezent (ianuarie 2010), are 4 piese ajunse în top 10 al Billboard Hot 100,două dintre ele în top 5.Cea mai bună clasare o are "Party In The U.S.A." (locul 2).

## Discografia Hannei Montana
Cyrus a lansat 4 albume de studio/coloane sonore sub numele de Hannah Montana,alter-ego ul ei fictiv.Montana a lansat peste 20 de discuri single și cântă,împreună cu Cyrus pe albumele "The Best Of Both Worlds" - album live, "Hannah Montana: The Movie" și "Hannah Montana".
Patru piese ale Hannei Montana au intrat în topul 50 al Billboard Hot 100,una dintre ele "He Could Be The One" ajungând pe locul 10.De asemenea,piesa "You'll always find your way back home" ar putea primii o nominalizare la Oscar 2010.

## Albume

### Albume de Studio
| 2007 | Meet Miley Cyrusa[›] - Lansat: 23 iunie 2007 - Format: CD, download digital - Casa de Discuri: Hollywood              | 1 | 3 | 9  | 20 | 6 | 8  | 46 |                                                       |                                                       |                                                       |                                                       |                                                       |                                                       |                                                       |                                                       |                                                       |                                                       |
| 2008 | Breakout - Lansat: 22 iulie 2008 - Format: CD, download digital - Casa de Discuri: Hollywood                          | 1 | 1 | 10 | 1  | 2 | 15 | 7  |                                                       |                                                       |                                                       |                                                       |                                                       |                                                       |                                                       |                                                       |                                                       |                                                       |
| 2010 | Can't Be Tamed - Lansat: 21 iunie 2010 - Format: CD - Casa de Discuri: Hollywood                                      | 3 | 2 | 8  | 5  | 4 | 2  | 1  |                                                       |                                                       |                                                       |                                                       |                                                       |                                                       |                                                       |                                                       |                                                       |                                                       |
| 2013 | Bangerz - Lansat: 4 octombrie 2013 - Format: CD - Casa de Discuri: RCA Records                                        |   |   |    |    |   |    |    |                                                       |                                                       |                                                       |                                                       |                                                       |                                                       |                                                       |                                                       |                                                       |                                                       |
| 2015 | Miley Cyrus & Her Dead Petz - Lansat: 30 august 2015 - Format: Online streaming - Casa de Discuri: Smiley Miley, Inc. | - | - | -  | -  | - | -  | -  | "—" denotă că nu s-a lansat (în regiunea respectivă). | "—" denotă că nu s-a lansat (în regiunea respectivă). | "—" denotă că nu s-a lansat (în regiunea respectivă). | "—" denotă că nu s-a lansat (în regiunea respectivă). | "—" denotă că nu s-a lansat (în regiunea respectivă). | "—" denotă că nu s-a lansat (în regiunea respectivă). | "—" denotă că nu s-a lansat (în regiunea respectivă). | "—" denotă că nu s-a lansat (în regiunea respectivă). | "—" denotă că nu s-a lansat (în regiunea respectivă). | "—" denotă că nu s-a lansat (în regiunea respectivă). |

### Albume Live
| 2008 | Hannah Montana & Miley Cyrus: Best of Both Worlds Concert - Lansat: 11 martie 2008 - Format: CD, download digital - Casa de discuri: Walt Disney | 3 | 3 | 29 | 16 | 27 | 46 |
| 2009 | iTunes Live From London - Lansat: 2009 - Format: CD (UK), download digital (S.U.A.) - Casa de discuri: Fascination                               | - | - | ?  | -  | -  | -  |
| "—" denotă că nu s-a lansat (în regiunea respectivă); "?" denotă că s-a lansat,dar nu se cunoaște poziția exactă. | |   |   |    |    |    |    |

### Discuri EP
| An                                                    | Detalii | Poziția | Poziția | Poziția | Poziția | Poziția |
| An                                                    | Detalii | S.U.A.  | AUS     | NZ      | SPA     | UK      |
| ----------------------------------------------------- | --- | ------- | ------- | ------- | ------- | ------- |
| 2009                                                  | iTunes Live from Londonb[›] - Lansat: 2009 - Format: CD - Casa de discuri: Fascination                                              | —       | —       | —       | —       | ?       |
| 2009                                                  | The Time of Our Livesc[›] - Lansat: 28 august 2009 - Format: CD, download digital - Casa de discuri: Hollywood (SUA) Universal (RO) | 2       | 11      | 9       | 6       | 17      |
| "—" denotă că nu s-a lansat (în regiunea respectivă). | |         |         |         |         |         |

### Coloane Sonore
| An                                                    | Detalii | Poziția | Poziția | Poziția | Poziția | Poziția |
| An                                                    | Detalii | S.U.A.  | CAN     | AUS     | RO      | SPA     |
| ----------------------------------------------------- | --- | ------- | ------- | ------- | ------- | ------- |
| 2009                                                  | Hannah Montana: The Movie - Lansat: 23 martie 2009 - Format: CD, download digital - Casa de Discuri: Walt Disney | 1       | 1       | 6       | 7       | 1       |
| 2010                                                  | The Last Song - Lansat: VFA 2010 - Format: ? - Casa de Discuri: Walt Disney                                      | 104     | -       | -       | -       | -       |
| "—" denotă că nu s-a lansat (în regiunea respectivă). | |         |         |         |         |         |

## Discuri Single
| 2007                                           | "See You Again" ( și Rock Mafia remix) | 10 | 4  | 11  | 6  | 38 | 13 | 52 | 11 | —  | —  | Meet Miley Cyrus           |
| 2007                                           | "Start All Over"                       | 68 | 91 | —   | 41 | —  | —  | —  | —  | —  | —  | Meet Miley Cyrus           |
| 2008                                           | "7 Things"                             | 9  | 13 | 25  | 10 | 44 | 26 | 17 | 74 | 35 | 8  | Breakout                   |
| 2008                                           | "Fly on the Wall"                      | 84 | 73 | 16  | 54 | 57 | 23 | 62 | —  | —  | —  | Breakout                   |
| 2009                                           | "The Climb"                            | 4  | 5  | 11  | 5  | 25 | 11 | 41 | -  | 38 | 5  | Hannah Montana: The Movie  |
| 2009                                           | "Party in the U.S.A."                  | 2  | 3  | 11  | 6  | 17 | 5  | —  | 8  | 47 | 12 | The Time of Our Lives (EP) |
| 2010                                           | "When I Look at You"                   | 88 | 59 | 183 | —  | —  | —  | —  | —  | —  | —  | The Time of Our Lives (EP) |
| "—" denotă că nu s-a lansat (în acea regiune). |                                        |    |    |     |    |    |    |    |    |    |    |                            |

### Discuri Single de Coloană Sonoră
| An                           | Single                 | Poziția | Poziția | Poziția | Poziția | Poziția | Poziția | Poziția | Album                               |
| An                           | Single                 | SUA     | SUA Pop | CAN     | UK      | AUS     | NZ      | IRL     | Album                               |
| ---------------------------- | ---------------------- | ------- | ------- | ------- | ------- | ------- | ------- | ------- | ----------------------------------- |
| 2008                         | "I Thought I Lost You" | 91      | 76      | —       | —       | —       | —       | —       | Bolt: Music from the Motion Picture |
| 2009                         | "Hoedown Throwdown"    | 18      | 12      | 27      | 20      | 14      | 20      | 50      | Hannah Montana: The Movie OST       |
| 2009                         | "Buttefly Fly Away"    | 56      | 26      | 50      | 78      | 56      | 28      | 68      | Hannah Montana: The Movie OST       |
| "—" denotă că nu s-a lansat. |                        |         |         |         |         |         |         |         |                                     |

### Colaborări
| 2007                                     | "Ready, Set, Don't Go"          | Billy Ray Cyrus             | 37 | 47 | —  | —  | —  | —  | — | Home at Last       |
| 2008                                     | "Just Stand Up!"                | Artists Stand Up to Cancer  | 11 | 10 | 26 | 39 | 11 | 19 | 7 | Single de Caritate |
| 2009                                     | "Send It On"                    | Disney's Friends for Change | 20 | —  | —  | —  | —  | —  | — | Single de Caritate |
| 2010                                     | "Everybody Hurts"               | Helping Haiti               | —  | —  | 1  | —  | 1  | —  | — | Single de Caritate |
| 2010                                     | "We Are the World 25 for Haiti" | Artists for Haiti           | —  | —  | —  | —  | —  | —  | — | Single de Caritate |
| "—" denotes releases that did not chart. |                                 |                             |    |    |    |    |    |    |   |                    |

### Alte cântece
| An                                       | Single                                      | Poziție | Poziție    | Poziție | Poziție | Poziție | Poziție | Poziție | Album                         |
| An                                       | Single                                      | S.U.A.  | S.U.A. Pop | CAN     | UK      | AUS     | NZ      | IRL     | Album                         |
| ---------------------------------------- | ------------------------------------------- | ------- | ---------- | ------- | ------- | ------- | ------- | ------- | ----------------------------- |
| 2007                                     | "G.N.O. (Girl's Night Out)"                 | 91      | 76         | —       | —       | —       | —       | —       | Meet Miley Cyrus              |
| 2007                                     | "I Miss You"                                | 109     | 92         | —       | —       | —       | —       | —       | Meet Miley Cyrus              |
| 2008                                     | "Good and Broken"                           | —       | 100        | —       | —       | —       | —       | —       | Meet Miley Cyrus              |
| 2008                                     | "Breakout"                                  | 56      | —          | 45      | —       | 94      | —       | —       | Breakout                      |
| 2008                                     | "Girls Just Wanna Have Fun"                 | 113     | —          | 92      | —       | —       | —       | —       | Breakout                      |
| 2008                                     | "Goodbye"                                   | 124     | —          | —       | —       | —       | —       | —       | Breakout                      |
| 2009                                     | "Butterfly Fly Away" (with Billy Ray Cyrus) | 56      | —          | 50      | 78      | 56      | —       | 46      | Hannah Montana: The Movie OST |
| 2009                                     | "Hoedown Throwdown"                         | 18      | 29         | 15      | 18      | 20      | 40      | 10      | Hannah Montana: The Movie OST |
| 2010                                     | "The Time of Our Lives"                     | 123     | —          | 51      | —       | —       | —       | —       | The Time of Our Lives EP      |
| "—" denotes releases that did not chart. |                                             |         |            |         |         |         |         |         |                               |

## Videoclipuri
| An   | Titlu                                                         | Regizor         |
| ---- | ------------------------------------------------------------- | --------------- |
| 2007 | "Stand" (cu Billy Ray Cyrus)                                  | Matt Smith      |
| 2007 | "Start All Over"                                              | Marc Webb       |
| 2008 | "7 Things"                                                    | Brett Ratner    |
| 2008 | "Fly on the Wall"                                             | Philip Andelman |
| 2009 | "The Climb"                                                   | Matthew Rolston |
| 2009 | "Send It On" (cu Selena Gomez, Jonas Brothers și Demi Lovato) | N/A             |
| 2009 | "When I Look at You"                                          | Adam Shankman   |
| 2009 | "Party in the U.S.A."                                         | Chris Applebaum |